# Zeulenroda
Zeulenroda ist ein Stadtteil von Zeulenroda-Triebes im Landkreis Greiz in Thüringen. Die bis 2006 eigenständige Stadt war von 1952 bis 1994 Kreisstadt des gleichnamigen Kreises. Am 1. Februar 2006 wurde die Stadt Triebes in die Stadt Zeulenroda eingegliedert. Im Zuge dieser Städtefusion wurde der Name in Zeulenroda-Triebes geändert. Wegen ihrer geografischen Lage heißt Zeulenroda auch Stadt auf der Höhe.

## Lage
Zeulenroda befindet sich im Südosten von Thüringen, unweit der Landesgrenze zum Freistaat Sachsen im Thüringer Schiefergebirge. Südlich liegt der Pöllwitzer Wald und westlich die Talsperre Zeulenroda. Die hiesigen Böden besitzen einen hohen Feinerdeanteil und einen hohen Humusgehalt. Sie sind unter den klimatischen Bedingungen ertragsstabil. Im Zeulenrodaer Gebiet finden sich Diabas-Gesteine, Phyllit, Quarzit und Tonschiefer (Alaunschiefer). Die Bundesstraße 94 und die Landesstraßen 1083, 1087, 2346 und 2349 verbinden den Stadtteil verkehrsmäßig.

## Geschichte
Am 14. August 1325 wurde der durch die Vögte von Weida gegründete Ort Zeulenroda erstmals urkundlich als Zu Ulenrode erwähnt. 1438 wurde Zeulenroda das Stadtrecht verliehen. Durch die verkehrsgünstige Lage an der Kreuzung der Straßen Weida–Hof und Triptis–Elsterberg entwickelte sich die Siedlung zu einem lebhaften Marktort. Von hier wurde der Verkehr aus Böhmen und Franken weiter nordwärts geführt. 1500 wurde die Stadt an die Herren des Fürstenhauses Reuß (Plauener Linie) verpfändet. Durch den Verlust des Hinterlands verarmten die Bürger der Stadt. 1564 wurde das reußische Gebiet in eine jüngere, mittlere und die ältere Linie, zu der Zeulenroda gehörte, geteilt. 1566, 1706, 1790 und 1818 richteten Stadtbrände große Schäden an.
Die ersten gewerblichen Betriebe waren die Obere Hardt- oder Steinmühle und die Untere Hardt- oder Görlersmühle. Die erstgenannte Mühle wurde 1527 erstmals beim Stellen des Bauantrags für den Standort an der Triebes erwähnt. Die zweitgenannte Mühle existierte wohl schon zwischen 1562 und 1591, denn in diesem Zeitraum wurde bereits als Müller Ulrich Schröter namentlich geführt. 1948 schied der letzte Müller aus. Mit seinem Weggang erlosch das Gewerbe.
Um 1750 entwickelte sich Zeulenroda zu einer Hochburg der Strumpfwirkerei und erlangte bis ins 19. Jahrhundert hinein Weltruhm. Außerdem gewannen im Laufe der Zeit das Tischlerhandwerk sowie die Gummiwirk- und Strickwarenfabrikation an Bedeutung. Nach den Entwürfen des Fabrikanten Christian Heinrich Schopper wurde von 1825 bis 1827 im klassizistischen Stil das heutige Rathaus errichtet, in die 1880 auch die 1851 gegründete Sparkasse Zeulenroda einzog. 1883 wurde die durch Zeulenroda führende Bahnstrecke Werdau–Weida–Mehltheuer der Mehltheuer-Weidaer Eisenbahn-Gesellschaft eingeweiht. Einen direkten Anschluss erhielt die Stadt aber erst mit der 1914 eröffneten Bahnstrecke Zeulenroda unt Bf – Zeulenroda ob Bf.
Zeulenroda wurden 1919 fünf Nachbargemeinden eingemeindet. Bereits 1925 wurde dies wieder rückgängig gemacht.
Bei den Stadtratswahlen vom 4. Dezember 1932 erreichte die erstmals angetretene NSDAP 9 von 25 Sitzen. Während und nach dem Zweiten Weltkrieg kamen zahlreiche Umsiedler in die Stadt. Das Hochfrequenzlabor der Physikalisch-Technischen Reichsanstalt unter seinem Leiter Adolf Scheibe war mit Einsetzen der Flächenbombardements auf Berlin nach Zeulenroda verlegt worden. Bei einem Angriff der US-Luftwaffe auf Zeulenroda gab es am 17. März 1945 acht Tote. Insgesamt blieb Zeulenroda weitestgehend vom Krieg verschont. Die US-Armee besetzte die Stadt am 16. April 1945 ohne Kampfhandlungen. Ab 1. Juli 1945 stand die Stadt dann unter sowjetischer Verwaltung. Bei ihrem Abzug aus Thüringen evakuierten die Amerikaner das Hochfrequenzlabor samt Mitarbeitern und deren Familien nach Heidelberg.
Nach Gründung der DDR wurde Zeulenroda 1952 im Zuge der Kreisreformen in der DDR Kreisstadt des Kreises Zeulenroda im Bezirk Gera.
Am 13. August 1973 kam es zum Einsturz des vorderen Teils der im Bau befindlichen Talsperrenbrücke nach Auma. Vier Tote und fünf Schwerverletzte waren zu beklagen. Die Arbeiten (erstmals eine Brücke im freien Vorbau) fanden unter Termindruck und bei Zwang zur Stahleinsparung statt. Da dieses Ereignis am Jahrestag des Mauerbaus stattfand, wurde zunächst Sabotage vermutet. Der Chefingenieur und zwei Mitarbeiter wurden im Mai 1974 vom Bezirksgericht Gera zu mehrjährigen Gefängnisstrafen verurteilt, dann jedoch vom Obersten Gericht der DDR freigesprochen. Im Zuge der Ermittlungen wurde festgestellt, dass veraltete Konstruktionsvorgaben die Ursache für den Einsturz waren. Am 20. Juni 1975 wurde die neue Trinkwassertalsperre an der Weida offiziell übergeben.
Am 19. Oktober 1989 fand in Zeulenroda erstmals eine politische Demonstration gegen die SED-Diktatur statt. An ihr nahmen etwa 3.000 Menschen teil. Am 13. November trat die SED-Kreisleitung zurück. Bei den am 6. Mai 1990 stattgefundenen ersten freien Kommunalwahlen wurde Frank Steinwachs (CDU) zum Zeulenrodaer Bürgermeister gewählt. Die Volkseigenen Betriebe wurden privatisiert, die Arbeitslosigkeit stieg dramatisch an. Die zu DDR-Zeiten ansässigen VEB WEMA (Werkzeugmaschinenbau), Möbelkombinat, Rotpunkt (Gummiwaren) sowie Elastic Mieder (Dessous) wurden in der Folge der Wende nach und nach aufgelöst; neue Unternehmen, darunter die Bauerfeind AG, siedelten sich auf neuen Gewerbeflächen an.
Durch die Kreisreform verlor Zeulenroda 1994 den Kreisstadt-Status. Eine leicht rückläufige Bevölkerungsentwicklung und der mögliche Verlust des Zeulenrodaer Status als Mittelzentrum führten am 1. Februar 2006 zum Zusammenschluss mit der Nachbarstadt Triebes, welcher vom Freistaat Thüringen mit einer einmaligen Zuwendung von 1 Million Euro unterstützt wurde.

### Einwohnerentwicklung von Zeulenroda
1908 erreichte die Einwohnerzahl Zeulenrodas die 10.000er-Marke. 1946 war die Stadt durch viele Umsiedler auf über 14.000 Einwohner angewachsen. Zu Beginn der 1990er Jahre wohnten in Zeulenroda über 15.000 Menschen. In den letzten Jahren ist die Zahl der Einwohner leicht rückläufig.
Entwicklung der Einwohnerzahl (ab 1960 31. Dezember):
| 1830 bis 1950 - 1830: 8.449 - 1905: 9.776 - 1910: 10.389 - 1925: 11.047 - 1933: 12.247 - 1939: 12.688 - 1946: 14.039 1 - 1950: 13.694 2 | 1960 bis 1998 - 1960: 13.684 - 1981: 14.709 - 1984: 14.659 - 1994: 15.044 - 1995: 15.021 - 1996: 15.026 - 1997: 14.959 - 1998: 14.906 | 1999 bis 2005 - 1999: 14.826 - 2000: 14.600 - 2001: 14.358 - 2002: 14.158 - 2003: 13.961 - 2004: 13.750 - 2005: 13.434 |

 Datenquelle ab 1994: Thüringer Landesamt für Statistik
1 29. Oktober

2 31. August

## Kultur und Sehenswürdigkeiten
- Städtisches Museum mit zahlreichen Exponate zur Ortsgeschichte, darunter auch den Stadtbrief von 1438 sowie Stilmöbel verschiedener Epochen aus Zeulenrodaer Produktion
- Rathaus im klassizistischen Stil mit Themis-Statue auf dem Turm
- Marktplatz mit Karpfenpfeifer-Brunnen („Karpfenpfeifer“ ist ein Spitzname der Zeulenrodaer Bürger)
- klassizistische Dreieinigkeitskirche
- Tropenbad Badewelt Waikiki
- Talsperre Zeulenroda
- Tiergehege „Rabensleite“ am Waldstadion
- Gedenk-Stele Friedliche Revolution 1989/90 vor der Dreieinigkeitskirche

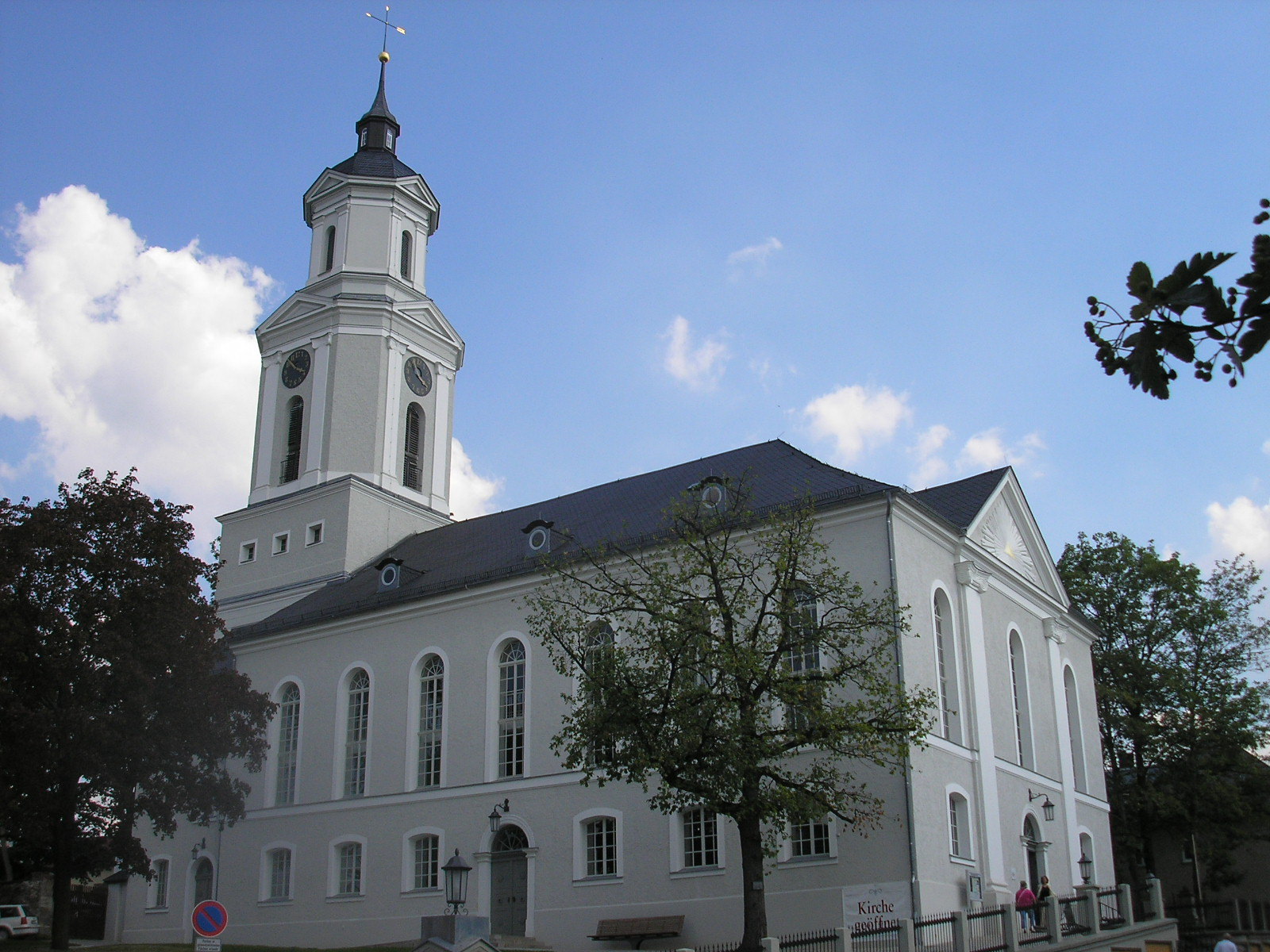
Dreieinigkeitskirche
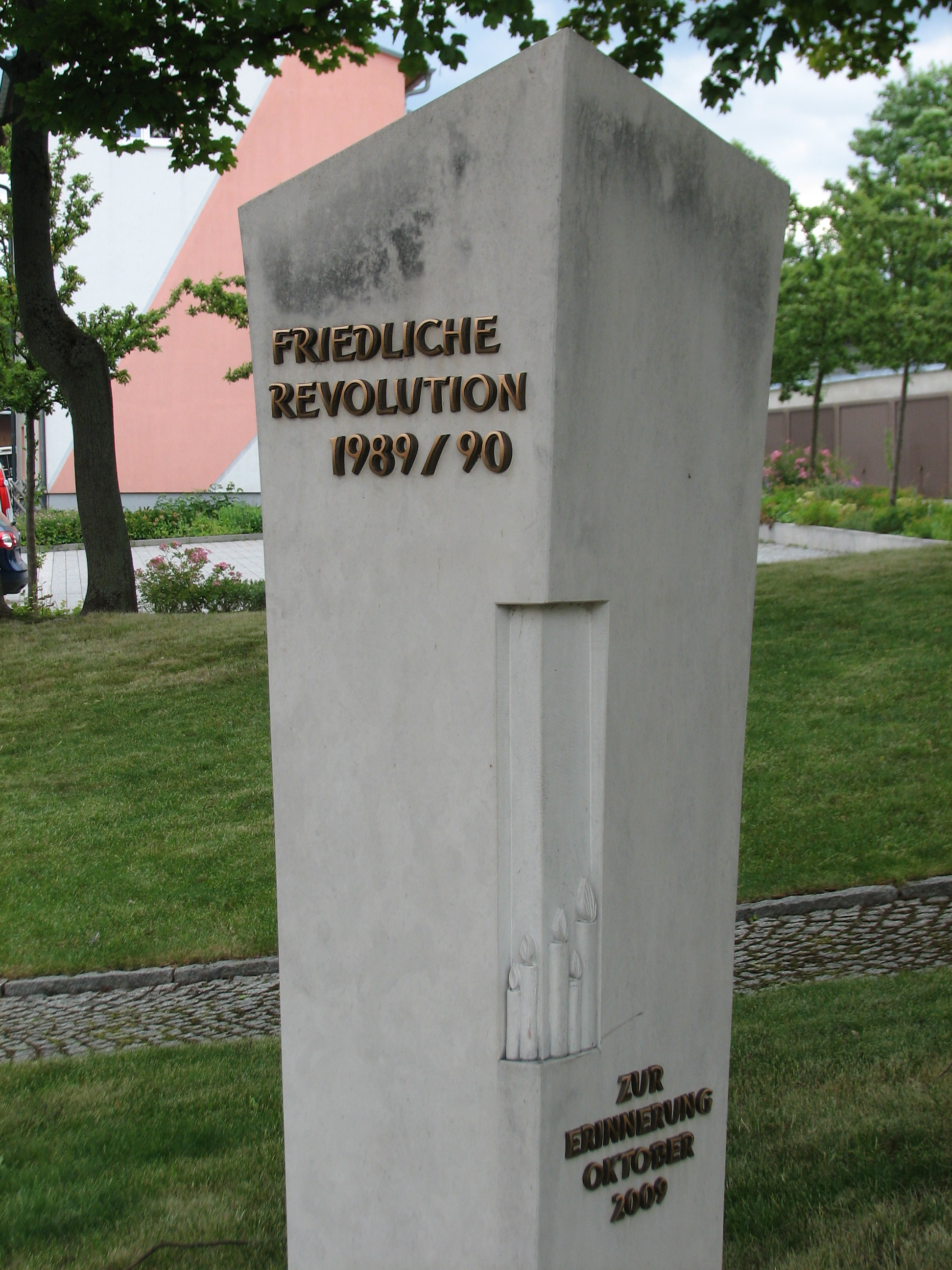
Gedenkstele Friedliche Revolution 1989/90 vor der Dreieinigkeitskirche
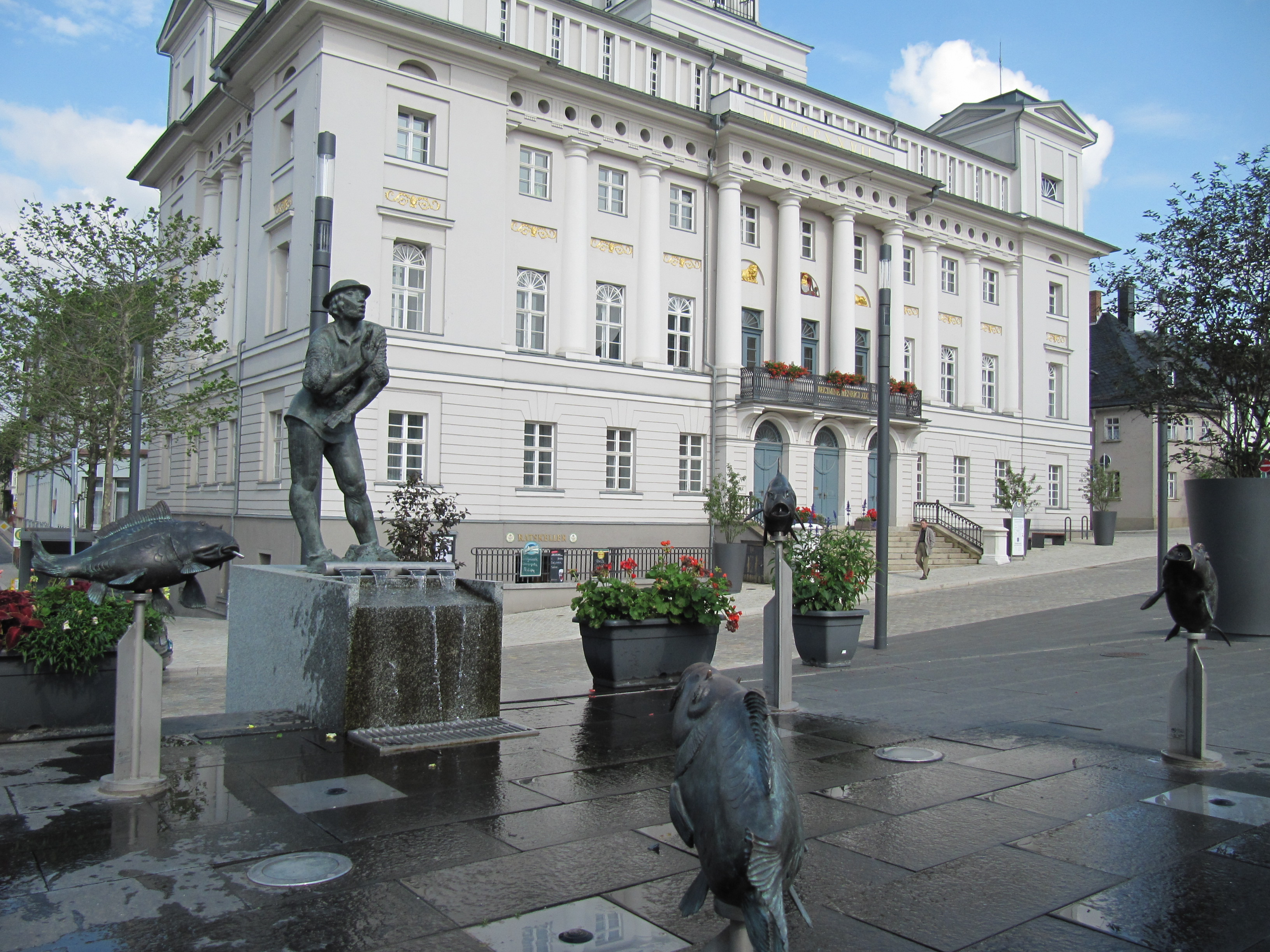
Karpfenpfeifer-Brunnen
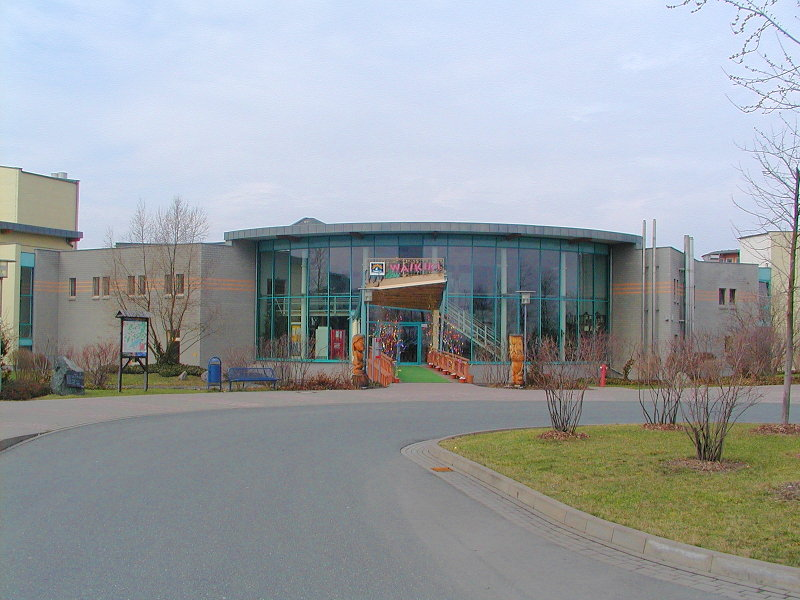
Badewelt Waikiki

## Verkehr

### Straßenverkehr
Zeulenroda liegt rund 12 Kilometer Luftlinie östlich der Bundesautobahn 9 Nürnberg–Berlin. Die nächstgelegene Anschlussstelle ist Dittersdorf, die über die L2349 zu erreichen ist. Die Autobahn kann auch via Schleiz oder Triptis mit je rund 20 Kilometer Fahrstrecke erreicht werden.
Die Bundesstraße 94 verbindet Zeulenroda von Schleiz her kommend mit der Kreisstadt Greiz und dem weiter östlich gelegenen, sächsischen Vogtlandkreis sowie mit der A72. Die meisten umliegenden Ortschaften sind über Landes- und Kreisstraßen, die nächsten größeren Städte wie Gera oder Plauen indes nicht direkt erreichbar.
Der ÖPNV in und um Zeulenroda wird hauptsächlich von der PRG Greiz auf neun Buslinien bedient. Darunter ist auch eine reine Stadtlinie, die in einer Rundfahrt durch die Innenstadt führt. Zwischen Zeulenroda und Triebes besteht mit den Linie 25, 28 und 34 ein Halbstundentakt. Darüber hinaus wird Zeulenroda nach Süden mit zwei Linien an den Vogtlandkreis und mit einer Linie an Schleiz angebunden.

### Schienenverkehr
Zeulenroda liegt an der 1883 eröffneten Nebenbahnstrecke Werdau–Mehltheuer, deren Teilstück von Weida über Zeulenroda nach Mehltheuer heute zur Bahnverbindung Gera–Hof gehört und von rund zehn Zugpaaren täglich bedient wird. Die nächstgelegenen Fernverkehrshalte sind mit Ausnahme des Leipziger Hauptbahnhofs nur durch Umsteigen zu erreichen: Bahnhof Jena Paradies, Bahnhof Saalfeld (Saale) oder Nürnberg Hauptbahnhof.
Der Bahnhof namens „Zeulenroda unterer Bahnhof“ selbst liegt rund drei Kilometer östlich sowie 66 Höhenmeter unterhalb des Stadtkerns im Tal der Triebes im Ortsteil „Untere Haardt“. Zwischen 1914 und 1997 existierte in Zeulenroda mit dem oberen Bahnhof eine weitere Betriebsstelle, der mit dem unteren Bahnhof über die als „Stadtbahn“ bezeichnete Bahnstrecke Zeulenroda unt Bf – Zeulenroda ob Bf verbunden war. Diese Stichbahn war vor allem für die Industriebetriebe Zeulenrodas von Bedeutung.

### Radverkehr
Zeulenroda liegt auf dem Radfernweg Euregio Egrensis.

## Sonstiges

### Trivia
1839 wird eine Rundwirkmaschine aus Zeulenroda ins württembergische Ebingen geliefert. Verbesserte Nachbauten und die Schafzucht sind entscheidende Impulse in der Entwicklung der schwäbischen Textilindustrie.

### Karpfenpfeiferlegende
Nach einer Legende mussten einmal Zeulenrodaer den fürstlichen Herren in Greiz helfen, den Schlossteich abzufischen. Zum Lohn wurden sie zum abendlichen Karpfenessen eingeladen. Da aber die Greizer Karpfen wegen der verschmutzten Teiche nach Schlamm schmeckten und sie den Zeulenrodaern, die für ihre guten Karpfen aus den eigenen Teichen bekannt waren, nicht mundeten, machte einer von ihnen seinem Unmut Luft. Er stand auf und rief: „Wir pfeifen auf eure Karpfen!“ Seit diesem Tage tragen die Zeulenrodaer Bürger den Spitznamen „Karpfenpfeifer“.

### MS Zeulenroda
1966 lief im Rostocker VEB Schiffswerft Neptun der Holzfrachter Zeulenroda vom Stapel. Das Schiff der DDR-Handelsflotte fuhr vorrangig in die Häfen des Weißen Meeres. Nach dem Ende der DDR wurde das Schiff ins Ausland verkauft und umbenannt. 2009 wurde es nach verschiedenen Eigentümerwechseln unter dem Namen Captain Ali in Kalkutta abgewrackt.

## Persönlichkeiten

### Ehrenbürger
- Paul von Hindenburg (1847–1934), Generalfeldmarschall[10]

### Töchter und Söhne des Ortes bzs. Personen mit Bezug zu Zeulenroda
- Johann Christian Gottlieb Ackermann (1756–1801), Arzt
- Friedrich August von Gebler (1781–1850), Arzt und Naturwissenschaftler
- Johann Gottlieb Stemler (1788–1856), Arzt und Politiker
- Louis Metz (1802–1882), deutscher Nadlermeister und Politiker
- Franz Hoffmann (1811–1871), deutscher Lehrer und Politiker
- Ferdinand Schröder (1818–1857), Mediziner, Politiker und Karikaturist
- Theodor von Dietel (1830–1900), deutscher Richter, Verwaltungsbeamter und Politiker
- Adolph Werner (1836–1910), deutscher Verwaltungsbeamter und Politiker
- Franz Ludwig (1841–1922), deutscher Posamentiermeister und Politiker, Ehrenbürger von Zeulenroda
- Carl Schopper (1846–1885), deutscher Unternehmer und Politiker
- Gustav Schreck (1849–1918), deutscher Komponist und Thomaskantor
- Adolph Kraus (1858–1901), deutscher Bildhauer
- Gustav Scheinpflug (1867–1932), deutscher Baumeister und Politiker
- Gustav Sigling (1875–1943), deutscher Politiker (USPD)
- Ernst Jahn (1877–1955), Oberbürgermeister von Zeulenroda
- Curt Kühne (1883–1963), Architekt und Stadtbaudirektor in Linz
- Carl Baumgärtel (1884–1952), Generaldirektor der Gummitextilwarenfabrik Julius Römpler und Staatsrat
- Friedrich Dietsch (1889–1961), Maler
- Adolf Scheibe (1895–1958), Physiker, Entwickler der Quarzuhr in Deutschland, Entdecker der Inkonstanz der Erdrotationsgeschwindigkeit
- Erich Schopper (1892–1978), Generalleutnant im Zweiten Weltkrieg
- Rudolf Liebold (1903–1990), Maschinenbauingenieur und Hochschullehrer
- Hermann Weidhaas (1903–1978), Kunsthistoriker und Hochschullehrer
- Fritz Roth (1905–1987), Diplom-Kaufmann und Genealoge

- Frida Wötzel (1907–?), SS-Aufseherin im KZ Ravensbrück und KZ Barth

- Rudolf Feustel (1925–2018), Prähistoriker
- Ruth Weber (* 1930), deutsche Gebrauchsgrafikerin und Illustratorin
- Friedhelm Schuricht (1931–2018), Politiker (SPD)
- Johanna Eckardt-Neudeck (* 1935), Designerin und Holzkünstlerin
- Günter Fanghänel (* 1935), Mathematikdidaktiker, Sachbuchautor und Kriminalromanschriftsteller
- Manfred Sondermann (1938–2025), Karikaturist
- Friedrich Schenker (1942–2013), Komponist und Posaunist
- Brigitte Roßbeck (1944–2022), Historikerin und Schriftstellerin
- Thomas Barth  (* 1960), Radrennfahrer
- Jörg Burow (* 1961), Fußballspieler
- Martina Walther (* 1963), Ruderin, Olympiasiegerin im Vierer mit Steuerfrau
- Doreen Dietel (* 1974), Schauspielerin
- Thomas Nitzsche (* 1975), Politiker (FDP), Oberbürgermeister von Jena
- Daniel Beilschmidt (* 1978), Organist, seit 2009 Universitätsorganist der Universität Leipzig
- Torsten Leveringhaus (* 1978), Politiker (Bündnis 90/Die Grünen), Mitglied des Hessischen Landtages
- René Enders (* 1987), Bahnradsportler